# Uppsala-Sundbro flygplats
Sundbro flygplats (IATA: -, ICAO: ESKC) är ett flygfält för privatflyg och en tidigare militär flygbas, beläget cirka 8 km nordväst om Uppsala i Bälinge. 
Fältet ligger mellan länsväg 272 och länsväg C 600 (gamla E4). Sundbro är hemvist för flygklubbarna Motorflygarna Uppsala flygklubb, Segelflygarna Uppsala flygklubb, Uppsala flygklubbs modellflygare och Uppsala Aerobatic Club.

## Bilder

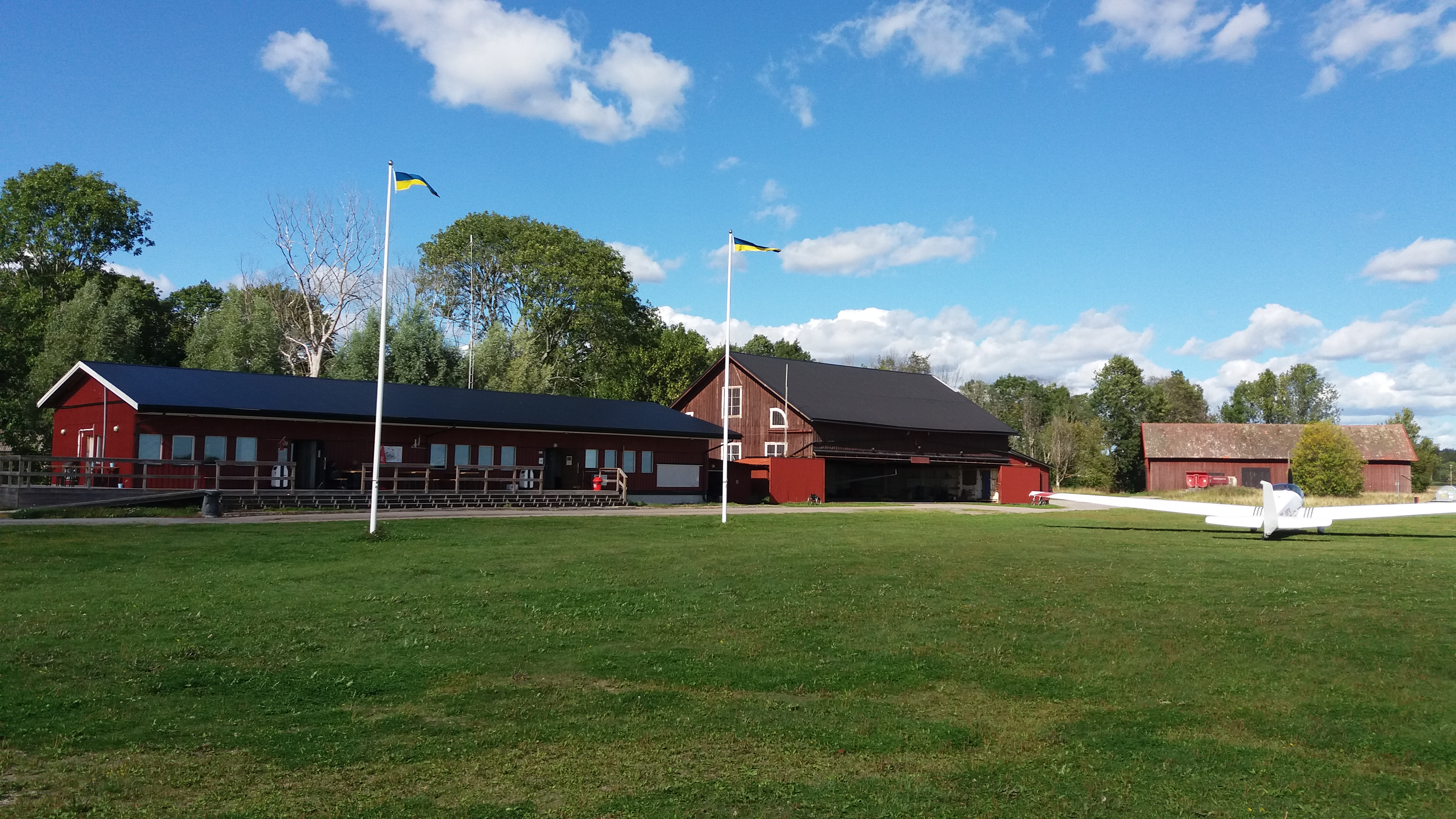
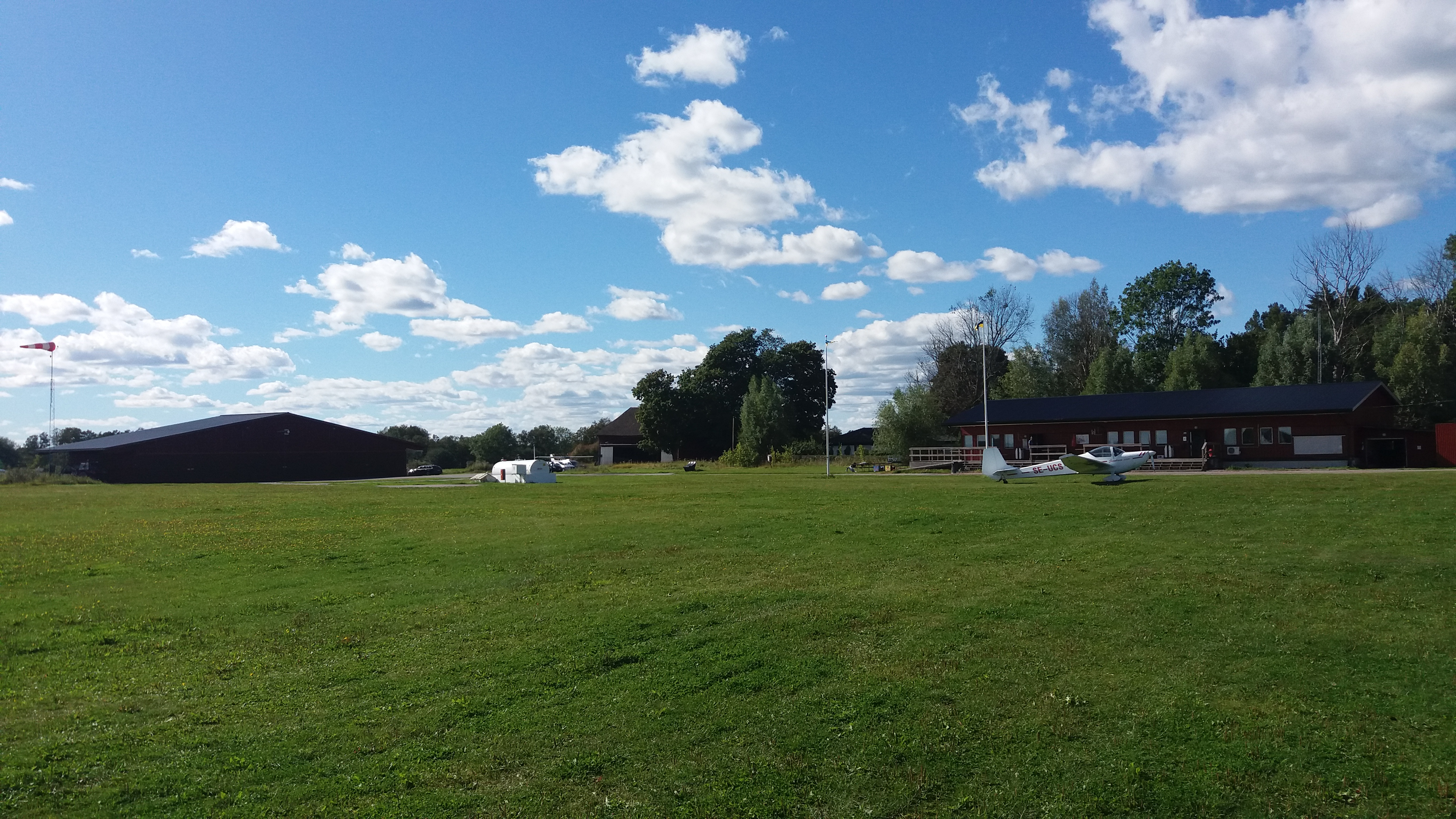
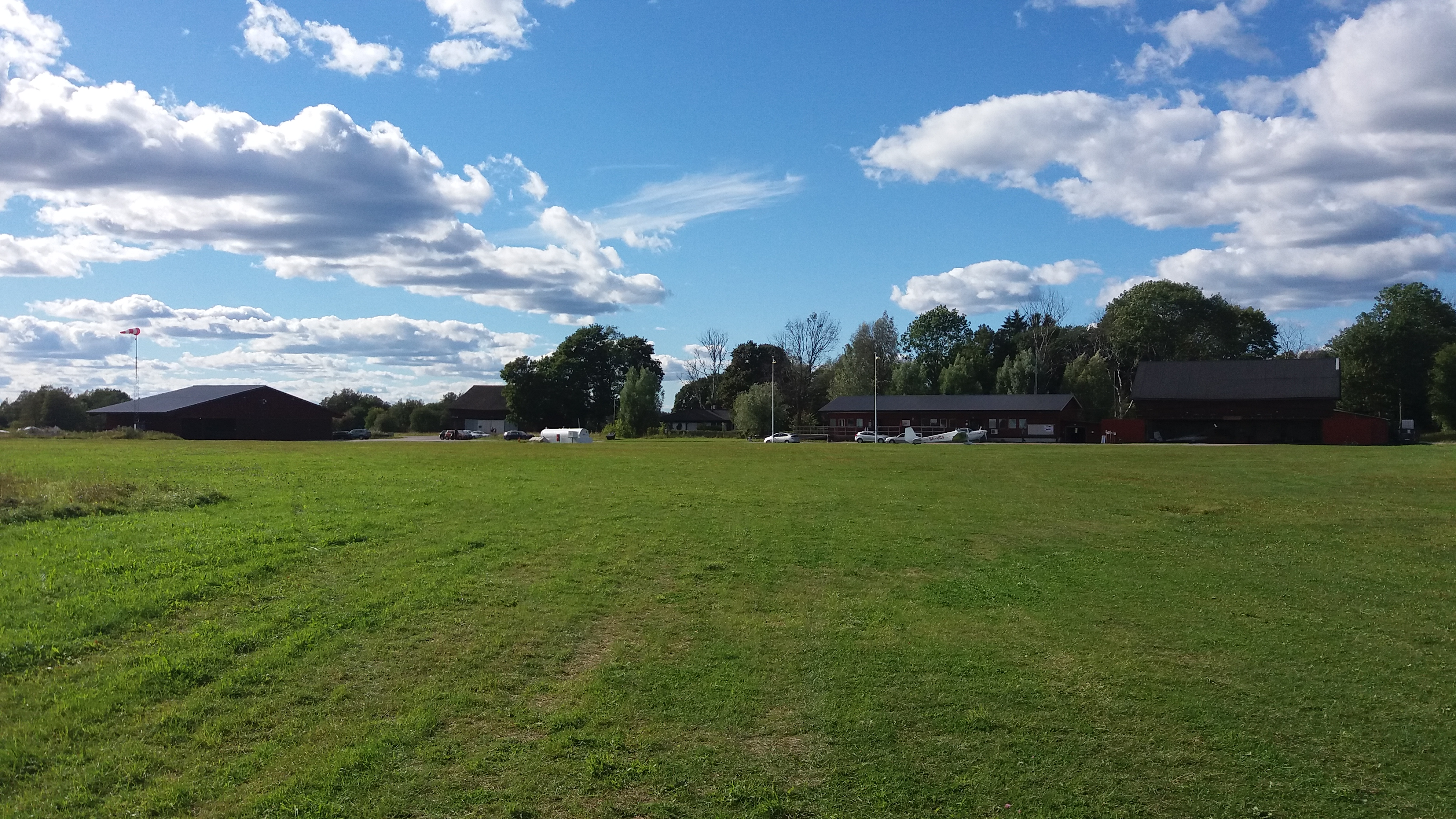